# Messier 34
Messier 34 (M34) eller NGC 1039 är en öppen stjärnhop i stjärnbilden Perseus. Den upptäcktes troligen av Giovanni Battista Hodierna före 1654 och infördes av Charles Messier i hans katalog av kometliknande objekt 1764. Messier beskrev den som, "en hop av små stjärnor lite under parallellen av γ (Andromedae), som i ett vanligt teleskop kan upplösas till enskilda stjärnor." 
Stjärnhopen är synlig för blotta ögat endast under mycket mörka förhållanden, och avsaknad av ljusföroreningar. Det är möjligt att observera den med handkikare när ljusföroreningen är låg.

## Egenskaper
Baserat på avståndet modulus på 8,38 befinner den sig ca 470 parsec eller ca 1 500 ljusår bort från jorden och är omkring 14 ljusår i diameter. Av stjärnor inom en grupp från 0,12 till 1 solmassa innehåller Messier 34 ca 400 stycken. Den sträcker sig över ca 35 bågminuter på himlen vilket innebär en radie på 7,5 ljusår på det beräknade avståndet.
Åldern hos Messier 34 ligger mellan åldrarna för Plejaderna, 100 miljoner år, och Hyaderna på 800 miljoner år. Specifikt ger jämförelse mellan noterade stjärnspektra och de värden som predikteras av stjärnutvecklingsmodeller en ålder av 200-250 miljoner år. Detta är ungefär den ålder då stjärnor med en halv solmassa går in i huvudserien. Som jämförelse går stjärnor som solen in i huvudserien efter 30 miljoner år.
Den genomsnittliga andelen element tyngre än helium kallas metalliciteten av astronomer. Denna uttrycks av logaritmen för relationen mellan järn och väte, jämfört med samma andel i solen. För Messier 34 har metalliciteten värdet [Fe/H] = +0,07 ± 0,04. Det motsvarar en 17 procent högre andel järn jämfört med solen. Andra element visar ett liknande överskott, förutom nickel som är underrepresenterat.
Minst 19 ingående stjärnor är vita dvärgar. Dessa är stjärnrester av stamstjärnor av upp till åtta solmassor som har utvecklats genom huvudserien och inte längre har termonukleär fusion för att generera energi. Sjutton av dessa är av spektraltyp DA eller DAZ, medan en är en typ DB och den sista är en typ DC.